# Piñero
Piñero är en amerikansk film från 2001 av regissören Leon Ichaso. Filmen är baserad på en sann historia om poeten Miguel Piñero.

## Rollista
| Benjamin Bratt     | – Miguel Piñero  |
| Giancarlo Esposito | – Miguel Algarin |
| Talisa Soto        | – Sugar          |
| Nelson Vasquez     | – Tito Goya      |
| Michael Wright     | – Edgar Bowser   |
| Michael Irby       | – Reinaldo Povod |
| Rita Moreno        | – Miguels mamma  |
| Jaime Sánchez      | – Miguels pappa  |
| Rome Neal          | – Jake           |
| Mandy Patinkin     | – Joseph Papp    |